# Шахматы в Монголии
Шахматы в Монголии
- Член ФИДЕ с 1955 года.

## История

### Появление шахмат в Монголии
По имеющимся сведениям, предшественницей современных шахмат на территории Монголии является разновидность шатранджа, где у фигур были свои названия, частично отражающие кочевой образ жизни монголов: ферзь — берс (тигр), ладья — тэрэг (повозка), слон — темен (верблюд) и так далее. В монгольских шахматах пешки «d» (белая и чёрная) выдвигались в начальной позиции на 2 поля вперёд, остальные — лишь на одно, ферзь ходил как король, рокировка отсутствовала. При наличии у одной из сторон одинокого короля партия считалась ничейной. Игра в шахматы упоминается в народных преданиях и легендах.

### XX век
До Народной революции 1921 монголы играли лишь в национальные шахматы (монгол шатар) по правилам, схожим с правилами шатранджа. С 1935 проводятся соревнования по национальным и международным шахматными правилам. По иному стали называться фигуры; из прежних названий сохранилось лишь одно — верблюд (вместо слона). В 1936 создана национальная шахматная организация (шатрын секц), которую возглавил Л. Санжажамц — 1-й чемпион Монголии по национальным шахматам. С 1948 культивируются только международные шахматы. Регулярно проводятся национальные чемпионаты: с 1948 — мужские, с 1954 — женские. Неоднократные чемпион: мужчины — Д. Цэрэндагва, Л. Мягмарсурэн, Ж. Лхагва, Т. Уйтумэн; женщины — Д. Бямба, Ж. Хулгана, П. Бужинлхам. Традиционными стали соревнования по программе Всенародных спартакиад МНР, турниры юношей и других. С 1956 проводятся международные турниры (см. Улан-Батор-турниры).
В шахматных олимпиадах монгольские шахматисты участвуют: мужчины — с 1956, женщины — с 1963. Лучший результат мужской команды: 16-е место (1970, 60 стран-участниц), женской — 17—22-е (1982, 45 стран-участниц). Ц. Лхагвасурен занял 5-е место на чемпионате мира среди кадетов (Париж, 1984).
Первая книга о национальных шахматах — «Монгол шатар» (автор — Санжажамц) выпущена в 1936. В книге «Шатар» («Шахматы») собраны легенды и предания о шахматах, старинные задачи, материалы по истории монгольских шахмат. Вышел в свет сборник «Шахматные этюды» (1975, автор — С. Чимэдцэрэн). Переведён на монгольский язык учебник шахматной игры М. Юдовича и И. Майзелиса.
Шахматная федерация Монголии объединяет около 3 тысяч шахматистов (1987); среди них — 3 международных мастера (Мягмарсурэн, Уйтумен и Хулгана), свыше 40 национальных мастеров (из них 11 женщин) и один (Н. Намжил) — международных арбитр. В Улан-Баторе — 3 шахматных клуба; основной методический центр — шахматный клуб Горспорткомитета.